# رابط مفقود
رابط مفقود (بالإنجليزية: Missing Link)‏ هو فيلم رسوم متحركة أمريكي ومغامرة بإيقاف الحركة لعام 2019 من تأليف وإخراج كريس بتلر. تم إنتاجه من قبل لايكا ويضم أصوات هيو جاكمان وزوي سالدانا وديفيد واليامز وستيفن فراي ومات لوكاس وتيموثي أوليفانت وأمريتا أشاريا وتشينغ فالديس أران وإيما تومسون وزاك غاليفياناكيس.
فاز بجائزة جولدن جلوب لأفضل فيلم رسوم متحركة طويل.

## وصلات خارجية
- رابط مفقود على موقع IMDb (الإنجليزية)
- رابط مفقود على موقع ميتاكريتيك (الإنجليزية)
- رابط مفقود على موقع روتن توميتوز (الإنجليزية)
- رابط مفقود على موقع قاعدة بيانات الأفلام العربية
- رابط مفقود على موقع ألو سيني (الفرنسية)
- رابط مفقود على موقع أول موفي (الإنجليزية)
- رابط مفقود على موقع بوكس أوفيس موجو (الإنجليزية)
- رابط مفقود على موقع فيلمافينيتي (الإسبانية)
- رابط مفقود على موقع قاعدة بيانات الفيلم (الإنجليزية)
- رابط مفقود على موقع ليتربوكسد (الإنجليزية)